# Croft (Cheshire)
Croft is een civil parish in het bestuurlijke gebied Warrington, in het Engelse graafschap Cheshire met 3176 inwoners.